# Biała (Trzcianka)
Pour les articles homonymes, voir Biała.
Biała (prononciation : [ˈbjawa]) est un village polonais de la gmina de Trzcianka dans le powiat de Czarnków-Trzcianka de la voïvodie de Grande-Pologne dans le centre-ouest de la Pologne.
Il se situe à environ 5 km à l'est de Trzcianka (siège de la gmina), à 17 km au nord de Czarnków (siège du powiat), et à 76 km au nord de Poznań (capitale de la Grande-Pologne).

## Histoire
De 1975 à 1998, le village faisait partie du territoire de la voïvodie de Piła.

Depuis 1999, Biała est situé dans la voïvodie de Grande-Pologne.
Le village possédait une population de 1 021 habitants en 2011.